# Paul Wellens (wielrenner)
Paul Wellens (Hasselt, 27 juni 1952) is een voormalig Belgisch wielrenner en oom van Tim Wellens. 

## Biografie
Paul Wellens was beroepswielrenner van 1976 tot 1986. Hij was een renner die vooral uitblonk in rittenkoersen, getuige zijn hoge klasseringen in de Ronde van Frankrijk in 1978, 1979 en 1981. Later vervulde hij een waardevolle rol als meesterknecht.
Zijn belangrijkste overwinning was in 1978 toen hij de eindoverwinning behaalde in de Ronde van Zwitserland. 

## Belangrijkste overwinningen
1977
- GP van Orchies
- 2e rit Ronde van het Baskenland
- 15e etappe deel A Ronde van Frankrijk

1978
- Eindklassement Ronde van Zwitserland
- 13e etappe Ronde van Frankrijk
- Ronde van Kamerik

1979
- Ronde van Beringen

## Resultaten in voornaamste wedstrijden
| Jaar | Ronde van Italië | Ronde van Frankrijk | Ronde van Spanje |
| ---- | ---------------- | ------------------- | ---------------- |
| 1976 |                  | 69e                 | 33e              |
| 1977 |                  | 30e (1)             | 28e              |
| 1978 |                  | 6e (1)              |                  |
| 1979 |                  | 8e                  |                  |
| 1980 |                  | 56e                 |                  |
| 1981 |                  | 14e                 |                  |
| 1982 |                  | opgave              | 16e              |
| 1983 | 53e              |                     |                  |
| 1984 | 51e              |                     |                  |
| 1985 |                  | 32e                 |                  |

| Jaar | Gent-Wevelgem | Parijs-Roubaix | Luik-Bast.‑Luik |  | Wereldranglijsten |
| ---- | ------------- | -------------- | --------------- |  | ----------------- |
| 1976 | 55e           |                |                 |  |                   |
| 1977 |               |                |                 |  |                   |
| 1978 |               |                |                 |  | 11e (SPP)         |
| 1979 |               |                |                 |  | 33e (SPP)         |
| 1980 |               |                | 18e             |  |                   |
| 1981 |               |                |                 |  |                   |
| 1982 |               |                |                 |  |                   |
| 1983 |               |                |                 |  |                   |
| 1984 |               | 34e            |                 |  |                   |
| 1985 |               |                | 56e             |  |                   |

Wielerploegen van Paul Wellens
Allan ·
Baert (tot 30/06) ·
Bouckaert ·
Clinckart ·
De Wolf ·
Hermann ·
den Hertog ·
Kamper ·
Loysch ·
Malfait ·
Ocaña ·
Priem ·
Raas ·
Romero ·
Rompelberg ·
Rosiers ·
Schepmans ·
Smit ·
Steels ·
Van Der Linden ·
Vandersnickt · 
Wellens ·

Wesemael · 
Wildeboer · 
Wuyckens
De Cauwer ·
De Gendt ·
Gevers ·
Huisjes ·
van den Hoek ·
Karstens · 
van Katwijk ·
Knetemann  ·
Kuiper ·
Lubberding ·
Nickson (tot 15/06) ·
Priem · 
Raas · 
Thaler · 
van der Velde · 
Wellens · 
Wesemael
De Gendt ·
Gevers ·
Havik ·
Hildred ·
van den Hoek ·
van Katwijk ·
Knetemann  ·
Mutter ·
Lubberding ·
Oosterbosch · 
Priem · 
Pronk ·
Raas  · 
Sutter ·
Thaler · 
van der Velde · 
van Vliet ·
Wellens · 
Wesemael
Breu ·
De Gendt ·
van den Hoek ·
van Katwijk ·
Knetemann ·
Mutter ·
Lubberding ·
Oosterbosch · 
Priem · 
Pronk ·
Raas  · 
van der Velde · 
van Vliet ·
Wellens · 
Wesemael · 
Wijnands · 
Zoetemelk
De Roo ·
De Witte ·
Devos ·
Frijns ·
Havik ·
Hildred ·
Van Houwelingen ·
Janiszewski ·
F. van Katwijk ·
P. van Katwijk ·
Maertens  ·
Pirard ·
Sergeant (vanaf 01/09)  ·
Van Linden ·
Van Vlierberghe ·
Vandeperre ·
Vanhaerens · 
Verlinden ·
Versluys · 
J. Wellens ·
L. Wellens (vanaf 01/03) ·
P. Wellens
Broers (tot 15/06) ·
Colman ·
Criquielion ·
Dalgal ·
Ronan De Meyer ·
De Smet ·
Marc Demeyer (tot 20/01) ·
Devos ·
Jones ·
Lambrechts ·
Maas (tot 30/08) ·
Malfait ·
Nieuwdorp ·
E. Planckaert ·
W. Planckaert ·
Schipper ·
Schoonjans ·
Urbany ·
Van Brabant ·
Vandenbrande ·
Wellens
Barone ·
Faraca · 
Ferreri ·
López ·
Moro ·
Salvietti ·
Schraner · 
Sgalbazzi · 
Valuri ·
Viero ·
Wellens